# Janko Sebastijan Stušek
Janko Sebastijan Stušek, slovenski politik,  veteran vojne za Slovenijo, župan Radovljice, * 14. maj 1947, Bohinjska Bistrica.
Med letoma 1993 in 1999 je bil državni sekretar Republike Slovenije na Ministrstvu za delo, družino in socialne zadeve Slovenije. Od leta 1998 do leta 2014 je bil župan Občine Radovljica. Leta 1992 je prejel častni znak svobode Republike Slovenije »za izjemne zasluge pri obrambi svobode in uveljavljanju suverenosti Republike Slovenije«. Za Mali vojni muzej v Bohinjski Bistrici je kot zbiratelj skupaj s Tomažem Budkovičem prispeval veliko predmetov iz prve svetovne vojne.